# 刘滨 (少将)
刘滨（1959年6月—），辽宁大连人，中国人民解放军少将。

## 生平
1978年，考入吉林大学哲学系哲学专业。毕业后进入海军第一水面舰艇学院马列教研室工作。1986年，担任郑和舰见习副政治委员。1988年，供职于海军水面舰艇学院。1994年，供职于国防大学政治部。2003年1月，担任国防大学政治部秘书处秘书、政治部秘书处秘书、干部部副部长。2008年，担任第二十五试验训练基地政治部主任。2009年，任总政治部纪律检查部副部长。2012年4月，升任解放军总政治部纪律检查部部长、中央军委纪委副书记。2012年11月，任中央纪委常委，解放军总政治部纪律检查部部长、总政治部党委委员，中央军委纪委副书记。同年任中国共产党第十八届中央纪律检查委员会委员、常委。2016年2月，改任中国人民解放军中部战区政治工作部副主任。